# Paweł Mykietyn
Paweł Mykietyn est un compositeur de musique contemporaine et de musique de film polonais, né le 20 mai 1971 à Oława (Voïvodie de Basse-Silésie).

## Biographie
Paweł Mykietyn a étudié avec Włodzimierz Kotoński à l'Université de musique Frédéric-Chopin de Varsovie[réf. nécessaire].

## Filmographie

### Longs métrages
- 2000 : Egoiści de Mariusz Treliński
- 2003 : Motór de Wieslaw Paluch
- 2004 : Ono (pl) de Małgorzata Szumowska
- 2005 : Mój tata Maciek de Małgorzata Szumowska (documentaire)
- 2005 : Solidarnosc, Solidarnosc... de Filip Bajon et Jacek Bromski
- 2008 : 33 scènes de la vie (33 sceny z życia) de Małgorzata Szumowska
- 2009 : Tatarak de Andrzej Wajda
- 2010 : Trick de Jan Hryniak
- 2010 : Essential Killing de Jerzy Skolimowski
- 2011 : Elles de Małgorzata Szumowska
- 2013 : Aime et fais ce que tu veux (W imię…) de Małgorzata Szumowska
- 2013 : Nude Area d'Urszula Antoniak
- 2013 : L'Homme du peuple (Wałęsa. Człowiek z nadziei) d'Andrzej Wajda
- 2019 : L'Autre Agneau (The Other Lamb) de Małgorzata Szumowska
- 2022 : Eo (Io) de Jerzy Skolimowski
- 2024 : Jouer avec le feu de Delphine Coulin et Muriel Coulin
- 2025 : Rembrandt de Pierre Schoeller

### Courts métrages
- 2011 : Popatrz na mnie de Katarzyna Jungowska
- 2013 : The Little Red Paper Ship d'Aleksandra Zaręba

## Discographie
- 2003 : Four Preludes for Piano - (PWA)
- 2007 : Symphony No. 2 - (PWA)
- 2008 : Speechless Song - (PWA)

## Distinctions

### Récompenses
- Tribune internationale des compositeurs 1995 : Récompensé dans la catégorie des jeunes compositeurs en 1995 à Paris (3 for 13 - 1994) et en 1996 à Amsterdam (Epiphora)
- Paszport Polityki 1999 : Prix catégorie Musique classique
- Festival du film polonais de Gdynia 2008 : Prix de la meilleure musique pour 33 Scènes de la vie de Małgorzata Szumowska
- Prix France Musique-Sacem de la musique de film 2012[1] : pour Essential Killing
- Festival de Cannes 2022 : Cannes Soundtrack Award : Disque d'or pour Hi-Han
- Prix du cinéma européen 2022 : Meilleur compositeur pour Eo

### Décoration
- Croix de Chevalier dans l'Ordre Polonia Restituta